# 育空市鎮列表
育空是加拿大的地區，根据2016年加拿大人口普查的統計數據，全區人口為35,874人，在3個地區中最少人居住的。此區面積為474,713平方公里，是3個區當中面積最小的。育空全區共有8個市鎮，而這些市鎮的總面積僅佔全區的0.2%，但人口則佔全區的80.2%。
根據2001年發佈的《市鎮法令》（Municipal Act of 2001），育空政府建立了8個市鎮地方政府。這些地方政府擁有司法管轄權，並要為當地人提供社區必需的服務，包括一些基礎設施。這些市鎮地方政府根據《市鎮法令》的規定分為市和鎮兩種。白馬市是育空地區的首府，同時也是育空地區的唯一一個城市。區内另有7個市鎮，全為鎮級行政區劃。這7個鎮當中，有4個在2001年《市鎮法令》實施前僅為村落，在該法令發佈後升格為鎮。
育空地區有超過三分之二的人口（25,085人，佔全區69.9%）居住於人口最多的市鎮兼首府白馬市。白馬市同時是區内占地最廣的市鎮，占地416.54平方公里。區内人口最少的市鎮為特斯林，僅有124名居民。面積最小的市鎮為梅奧，占地僅1.06平方公里。

## 市

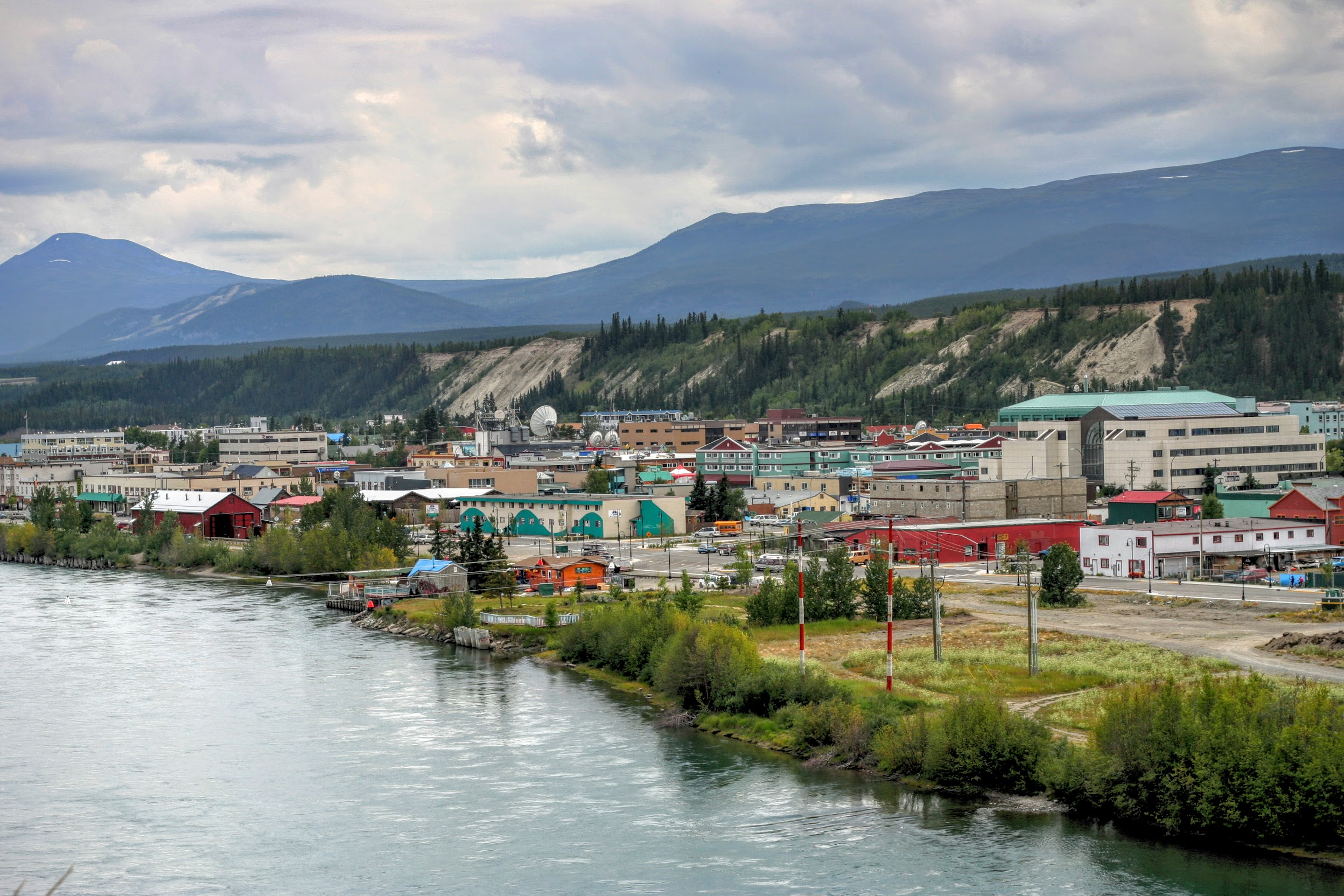
育空首府兼最大城市白馬市

一個鎮要升格為市，要先提出一個計劃，而要發動該計劃，需要由育空民政部長或鎮議會根據《市鎮法令》啓動計劃。此外，如果一個社區的人口超過2,500人並由最少30%的合資格選民聯署，亦可根據《市鎮法令》啓動計劃。一個市需要選出一名市長以及最少6名議員（例如白馬市），或一名市長和8名議員（如獲附例授權）。市長和市議員的任期為3年。白馬市是育空地區的唯一一個城市，同時為加拿大北部3個地區當中最大的城市。根據2016年加拿大人口普查，其人口為25,085人，占地416.54平方公里。此外，雖然道森市已降格為鎮，但仍可以在官方名稱中保留「市」一字。

## 鎮

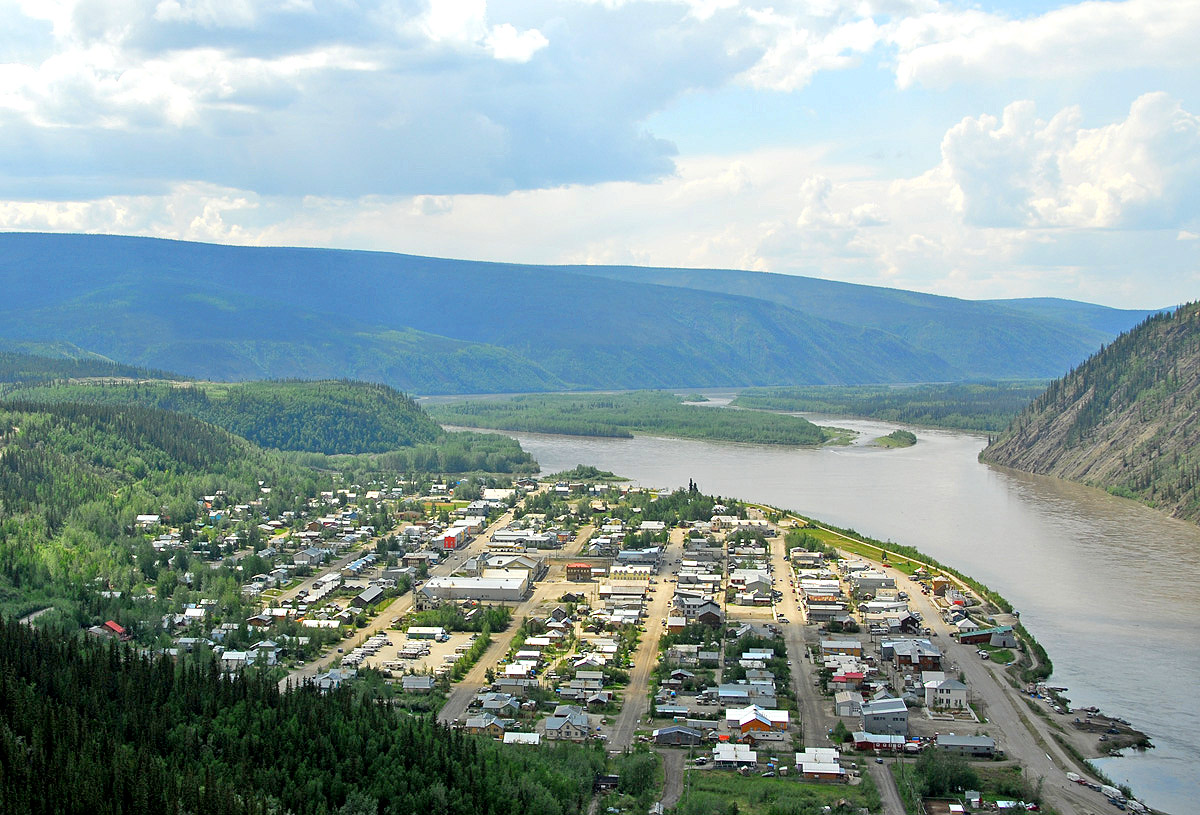
道森市

一個社區要升格為鎮，要先提出一個計劃，而要發動該計劃，需要由育空民政部長或鎮議會根據《市鎮法令》啓動計劃。此外，如果一個社區的人口超過300人並由最少30%的合資格選民聯署，亦可根據《市鎮法令》啓動計劃。一個鎮需要選出一名市長以及最少4名議員，或一名鎮長和5至7名議員（如獲附例授權）。市長和市議員的任期為3年。
所有在2001年《市鎮法令》發佈前為村的市鎮雖然已升格為鎮，但仍可以在官方名稱中保留「村」一字。育空共有7個鎮，其中道森市為人口最多的鎮，人口為1,375人。法羅則是區内占地最廣的市鎮，占地203.57平方公里。區内人口最少的鎮為特斯林，僅有124名居民。面積最小的鎮為梅奧，占地僅1.06平方公里。

## 市鎮列表
| 名稱         | 類型 | 官方英文名稱               | 成立年份      | 2016年人口 | 2011年人口 | 變化百分比 | 面積 (km²) | 人口密度         |
| ------------ | ---- | -------------------------- | ------------- | ---------- | ---------- | ---------- | ---------- | ---------------- |
| 卡馬克斯     | 鎮   | Village of Carmacks        | 1984年11月1日 | 493        | 503        | −2.0%      | 36.95      | 13.3人/平方公里  |
| 道森市       | 鎮   | City of Dawson             | 1902年1月9日  | 1,375      | 1,319      | +4.2%      | 32.45      | 42.4人/平方公里  |
| 法羅         | 鎮   | Town of Faro               | 1969年6月13日 | 348        | 344        | +1.2%      | 203.57     | 1.7人/平方公里   |
| 海恩斯交匯處 | 鎮   | Village of Haines Junction | 1984年10月1日 | 613        | 593        | +3.4%      | 34.49      | 17.8人/平方公里  |
| 梅奧         | 鎮   | Village of Mayo            | 1984年6月1日  | 200        | 226        | −11.5%     | 1.06       | 188.7人/平方公里 |
| 特斯林       | 鎮   | Village of Teslin          | 1984年8月1日  | 124        | 122        | +1.6%      | 1.92       | 64.6人/平方公里  |
| 沃森湖鎮     | 鎮   | Town of Watson Lake        | 1984年4月1日  | 790        | 802        | −1.5%      | 109.77     | 7.2人/平方公里   |
| 白馬市       | 市   | City of Whitehorse         | 1950年6月1日  | 25,085     | 23,276     | +7.8%      | 416.54     | 60.2人/平方公里  |
| 合計         | —    | —                          | —             | 29,028     | 27,185     | +6.8%      | 836.75     | 34.7人/平方公里  |

## 注解
1. ↑  育空其餘99.8%的土地分別由2個無法律地位的村鎮、4個無建制地區、4個印第安聚居地 、4個印第安保留地 、13個非建制聚居地，以及1個第一民族自治政府所擁有。[3]其中一個無建制地區（無建制育空），佔地為全區的98.1%。[1]

## 外部連結
- 育空政府民政部官方網頁（英文） （页面存档备份，存于）